# Фердо Шишич
Фердо Максиміліян Шишич (хорв. Ferdinand Maksimilijan Šišić; 9 березня 1869, Вінковці — 1 січня 1940, Загреб) — хорватський історик, основоположник хорватської історіографії ХХ сторіччя. Його найважливіший вклад стосується доби раннього середньовіччя в Хорватії.

## Життєпис
1888 року закінчив Загребську класичну гімназію. Здобувши атестат зрілості, вступив на філософський (тоді — «мудрословний») факультет Загребського університету, продовживши навчання у Віденському університеті, хоча прослухавши три семестри, повернувся в Загреб через фінансові проблеми внаслідок хвороби батька. У Загребі він слухав лекції Тадії Смичикласа і Томіслава Маретича, а у Відні — Ватрослава Ягича. 1900 р. в Загребському університеті за свою дисертацію «Задар і Венеція з 1159 до 1247 р.» отримав звання доктора (ступінь, що в сучасній Україні відповідав би кандидатові наук), a 1902 р. за працю «Міха Мадієв де Барбезаніс» набув ступеня габілітованого доктора (=доктора наук) та був призначений приват-доцентом із хорватської історії ХІІ— XIV століть (до 1409) і переведений у Загребську класичну гімназію, де з 1902 по 1906 рр. обіймав посаду професора. Відсторонений від обов'язків у 1908 р., але 1909 р. поновлений як звичайний професор університету.
1903 р. став членом-кореспондентом Югославської академії наук і мистецтв, а 1911 став дійсним членом Академії. Зажив великого авторитету на факультеті, 1925 року на пропозицію самих студентів був обраний покровителем Клубу студентів історії.. Посаду професора університету обіймав до виходу на пенсію за власним бажанням 1939 р.

## Історик
Як учений Шишич цікавився насамперед історією раннього та високого середньовіччя в Хорватії. Його найбільша праця — «Історія хорватів у часи місцевих правителів», а його найпопулярніший твір — «Огляд історії хорватського народу», яку редагував Ярослав Шидак та яка широко використовувалася майже п'ять десятиліть. Оприлюднена після його смерті незавершена компіляція «Історія хорватів під королями Арпада (1102—1301)» за загальним визнанням не дотягує до рівня його магнум опуса.
Інші помітні книжки Шишича — це важлива монографія про Хрвоє Вукчича Хорватинича та кураторський текст «Літописів попа Дуклянина». Його компіляції з хорватської історії пізніших проміжків (з XV по XIX ст.) не такі цінні, як його епохальна історія хорватського раннього середньовіччя.
Творчість Фердо Шишича характеризується системним, об'єктивним та освіченим підходом. Однак його доробок — це вершина «генетичної історії» або підхід архівіста, який терпляче плете гобелен обраної доби, не вдаючись у роздуми, які іноді необхідні для заповнення прогалин, залишених архівними матеріалами. Крім того, у хорватській історіографії лише у 2-й половині ХХ ст. запанував міждисциплінарний підхід, що поєднав демографію, культурологію, історію економіки й мистецтва та теоретичні впливи «школи анналів», тим самим відводячи Шишичу місце класика, який заклав неоціненні підвалини, але не може бути прикладом для наслідування у сучасній історичній науці.

## Політик і архівіст
До політичної діяльності долучився як член хорватсько-сербської коаліції з 1908 по 1917 рр. від Вінковецького виборчого округу. Його біографи інколи відзначають політичну непостійність, кар'єризм без особливої впливовості, слабкий характер та опортунізм Шишича, який як політик не йде ні в яке порівняння із Шишичем-істориком, адже його величезний сумлінний доробок у галузі історіографії, що охоплює понад 450 праць, став вагомим неминущим внеском у хорватську культуру і науку.
Ще одним вагомим аспектом його діяльності є його особиста бібліотека, яку він створив за життя та яка включає понад 20 000 назв (книжок, статей, збірників з історіографії). Коли він помер, ці книжки стали найціннішою частиною зібрання Хорватського державного архіву в Загребі. Як експерт-архівіст Шишич старанно добирав матеріали з численних колекцій Хорватії, а також Угорщини, Австрії, Британії, Франції, Італії, Бельгії, Чехії та Словаччини.